# Camponotus melanocnemis
Camponotus melanocnemis é uma espécie de inseto do gênero Camponotus, pertencente à família Formicidae.